# Tachinomyia panaetius
Tachinomyia panaetius är en tvåvingeart som först beskrevs av Walker 1849.  Tachinomyia panaetius ingår i släktet Tachinomyia och familjen parasitflugor. Inga underarter finns listade i Catalogue of Life.